# بيرتي أوستين
بيرتي أوستين هو لاعب غولف كندي، ولد في 1 نوفمبر 1888 في وينيبيغ في كندا، وتوفي في أبريل 1913 في بومبانو سيتي في الولايات المتحدة.

## وصلات خارجية
- بيرتي أوستين على موقع أوليمبيديا (الإنجليزية)